# 佩塞-楠克鲁瓦
佩塞-楠克鲁瓦（法語：Peisey-Nancroix，法語發音：[pɛzɛ nɑ̃kʁwa]）是法国萨瓦省的一个市镇，属于阿尔贝维尔区。

## 地理
佩塞-楠克鲁瓦（45°32'47"N, 6°45'23"E）面积70.64 平方千米，位于法国奥弗涅-罗讷-阿尔卑斯大区萨瓦省，该省份为法国东部省份，历史上为薩伏依的一部分，北起上萨瓦省，西接伊泽尔省和安省，南部和东部与上阿尔卑斯省和意大利接壤。
与佩塞-楠克鲁瓦接壤的市镇（或旧市镇、城区）包括：圣莫里斯堡、瓦努瓦斯地区尚帕尼、朗德里、蒂涅、维拉罗热、拉普拉涅-塔朗泰斯。

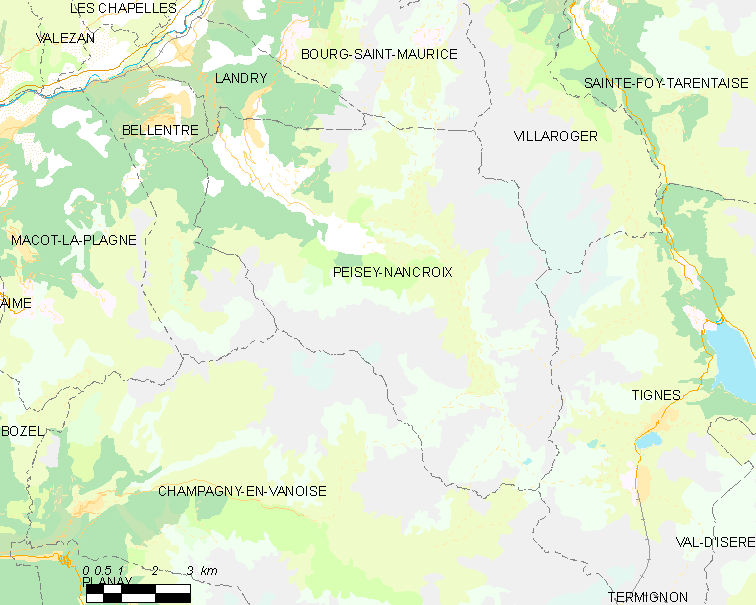
佩塞-楠克鲁瓦的OSM定位图

佩塞-楠克鲁瓦的时区为UTC+01:00、UTC+02:00（夏令时）。

## 行政
佩塞-楠克鲁瓦的邮政编码为73210，INSEE市镇编码为73197。

## 政治
佩塞-楠克鲁瓦所属的省级选区为圣莫里斯堡县。

## 人口

1962-2008年间佩塞-楠克鲁瓦人口变化图示

佩塞-楠克鲁瓦于2022年1月1日时的人口数量为633人。